# آلپسپیتس
آلپسپیتس (به لاتین: Alpspitz) یک کوه در لیختن‌اشتاین است که در لیختن‌اشتاین واقع شده‌است. آلپسپیتس ۱٬۹۴۳ متر بالاتر از سطح دریا واقع شده‌است.